# Marc Lievens
Pour les articles homonymes, voir Lievens.
Marc Lievens, né le 16 juillet 1948 à Bruges, est un coureur cycliste professionnel belge.

## Palmarès
- 1969
  - 3e de Paris-Saint-Pourçain
- 1972
  - 3eb étape du Tour de France (contre-la-montre par équipes)
- 1973
  - Circuit du Houtland
- 1974
  - 6eb étape du Tour de France (contre-la-montre par équipes)

## Résultats sur le Tour de France
5 participations
- 1970 : 19e
- 1971 : abandon (14e étape)
- 1972 : 43e, vainqueur de la 3eb étape (contre-la-montre par équipes)
- 1974 : 35e, vainqueur de la 6eb étape (contre-la-montre par équipes)
- 1975 : 62e